# Ceguk
Ceguk is een bestuurslaag in het regentschap Pamekasan van de provincie Oost-Java, Indonesië. Ceguk telt 1962 inwoners (volkstelling 2010).